# Ulrike Brückner (Designerin)
Ulrike Brückner (* 1971 in Berlin) ist eine deutsche Designerin, Grafikerin, Fotografin und Hochschullehrerin.

## Leben
Ulrike Brückner absolvierte ein Studium der Visuellen Kommunikation an der Amsterdamer Gerrit Rietveld Academie, der Universität der Künste Berlin, und der Hochschule für bildende Künste Hamburg sowie ein Fotografiestudium an der Neuen Schule für Fotografie in Berlin.
Brückner lebt seit 1999 wieder in Berlin, wo sie an freien und angewandten Projekten im Bereich der visuellen Kommunikation arbeitet. Gemeinsam mit Helga Kurzchalia und Angelika Barz veröffentlichte sie 2007 das Buch HIER 2001–2004, das die deutsche Identität thematisiert und mit dem Red Dot Design Award 2007 ausgezeichnet wurde. 2009 erschien Brückners Foto-Band Space For...(would you like to comment?) im Salzburger Verlag Fotohof Edition. Gemeinsam mit Lars Harmsen und Alexander Branczyk initiierte Brückner im Winter 2012 in Dortmund die studentische Design-Plattform Sugarscroll. Seit dem Jahr 2018 ist Ulrike Brückner Professorin im Fachbereich Design der Fachhochschule Dortmund und lehrt dort in den Fächern Konzept/Entwurf und Gestaltungsgrundlagen.

## Auszeichnungen (Auswahl)
- 2001: Red Dot Design Award
- 2005: Red Dot Design Award
- 2007: Red Dot Design Award für das Buch HIER 2001–2004
- 2010: Red Dot Design Award für das Buch Space For...(would you like to comment?)
- 2012: Nominierung für den Designpreis Germany

## Publikationen
- mit Helga Kurzchalia und Angelika Barz: HIER 2001–2004. Veenmanpublishers, Rotterdam, 2007, 265 Seiten.
- Space For...(would you like to comment?). Fotohof Edition, Salzburg, 2009, 80 Seiten, ISBN 978-3-902675-31-6.